# Ergo Proxy
Ergo Proxy (japonsky エルゴプラクシー, Erugo Purakuší) je japonský televizní anime seriál, za jehož produkcí stojí studio Manglobe. Režíroval jej Šúkó Murase a scénář k němu napsal Dai Sató. 23dílů seriálu bylo premiérově vysíláno od února do srpna 2006 na satelitní televizi WOWOW. V roce 2006 k němu vznikl spin-off v podobě mangy Centzon Hitchers and Undertaker.
V seriálu se objevují témata filosofie a gnosticismu a je v něm použita kombinace 2D digitální animace, 3D počítačového modelování a digitálních speciálních efektů.

## Příběh
Lidé žijí ve velkých městech, schovaných po bílými kopulemi a s robotickými pomocníky, tzv. Autoravy po boku. Městem Romdeau se začne šířit virus Kogito, který dává autoravům, lidské myšlení. Lil Meyerová, která se stará o likvidaci Autoravů nakažených Kogitem, je jednoho dne napadena tajemnou postavou, jejíž existenci se snaží úřady zatajit. Tato postava je nazývána Proxy. Lil se rozhodne vypátrat, co je Proxy zač. Setkává se také s ruským imigrantem Vincentem Lawem, který má s Proxy něco společného.

## Postavy
- Re-l Mayer (japonsky リル・メイヤー, Riru Meijá)

Dabing: Rie Saitó
Re-l vyšetřuje případy spojené s virem Kogitoa a je vnučkou Donova Meyera. Je velmi namyšlená. Pomáhá jí její vlastní autorav Iggy, bez kterého by měla značné potíže s každodenní potřebou a jinými věcmi. Po svém prvním setkání s Proxym po něm začne pátrat. Brzy začíná dospívat názoru že s ním má Vincent něco společného.
- Vincent Law (japonsky ビンセント・ロウ, Binsento Ró)

Dabing: Kódži Jusa
Vincent je imigrant z města Mosque (nejspíše současná Moskva). Nemá vzpomínky na dobu než přišel do Romdeau, a tak se vydá, brzy poté, co je napaden Proxym a pronásledován bezpečnostními jednotkami zpátky. Cestou zjišťuje že existuje asi 300 Proxy a on je jedním z nich. Jeho pravé jméno je Ergo Proxy, prostředník smrti.
- Pino (japonsky ピノ)

Dabing: Akiko Jadžima
Pino je autorav nakažený kogitem. Původně patřila Raulu Creedovi a Samanthě Rossové, kteří ji měli místo dítěte (Pino vypadá jako malá holčička). Později mají syna, ale Samantha Rossová i se synem je zabita Proxym. Brzy poté je Pino nakažena kogitem a dává se dohromady s Vincentem, kterému dělá doprovod.
- Proxy 1

Dabing: Hóčú Ócuka
Jde o hlavní zápornou postavu seriálu. Vincenta nazývá svým stínem. Byl poprvé zmíněn v epizodě 15. Proxy 1 zničil město Mosque a zabil Amnesia, který měl uschované Vincentovy vzpomínky. V předposlední epizodě zabil Donova Mayera. Nakonec umírá na sluneční záření (Sluneční záření ničí buňky z nichž jsou Proxy tvořena) a zranění utrpěná v souboji s Vincentem.